# Fortul Eben-Emael

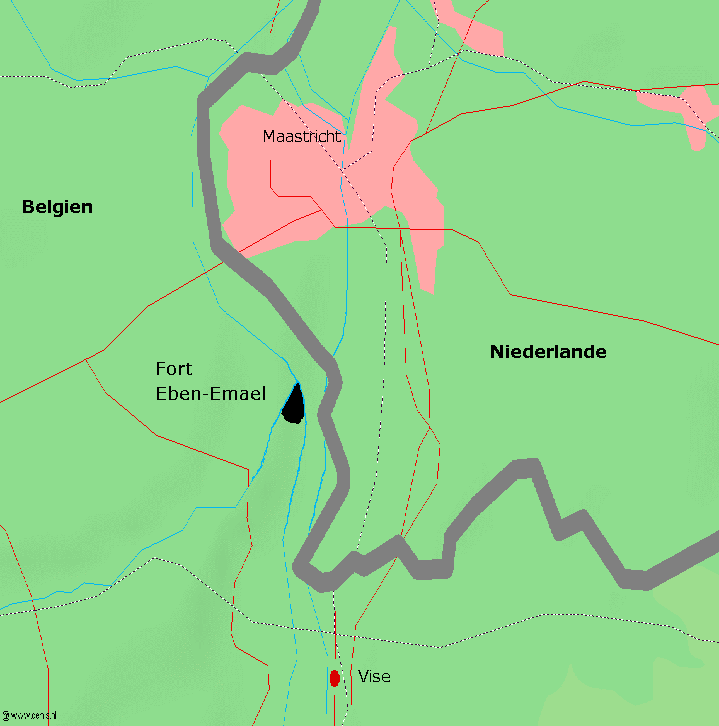
Harta zonei dintre Belgia și Olanda de lângă Fortul Eben-Emael

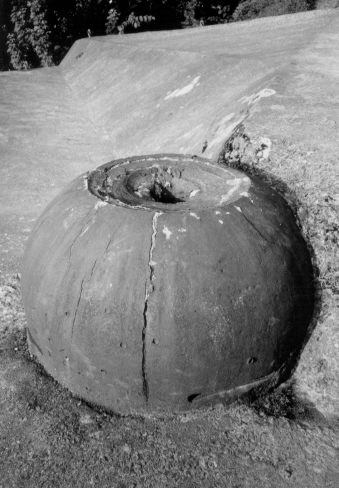
O cupolă din Fortul Eben-Emael după penetrarea de către o încărcătură explosivă

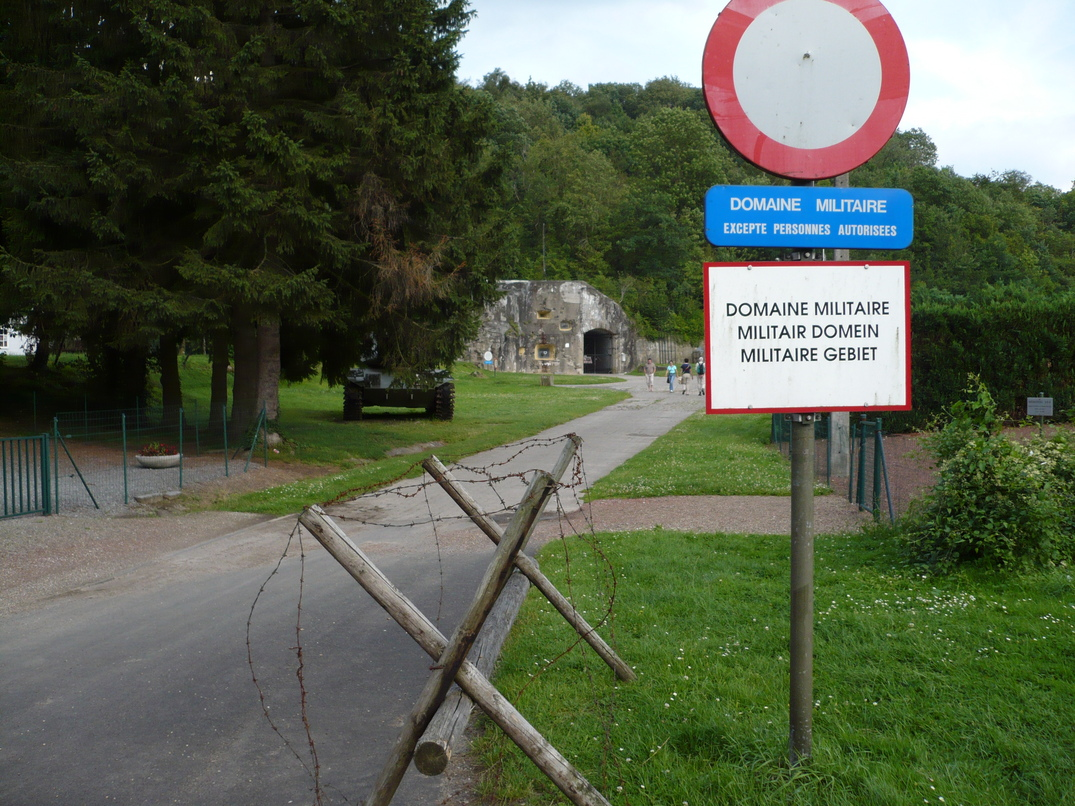
Intrarea din zonă, iulie 2007

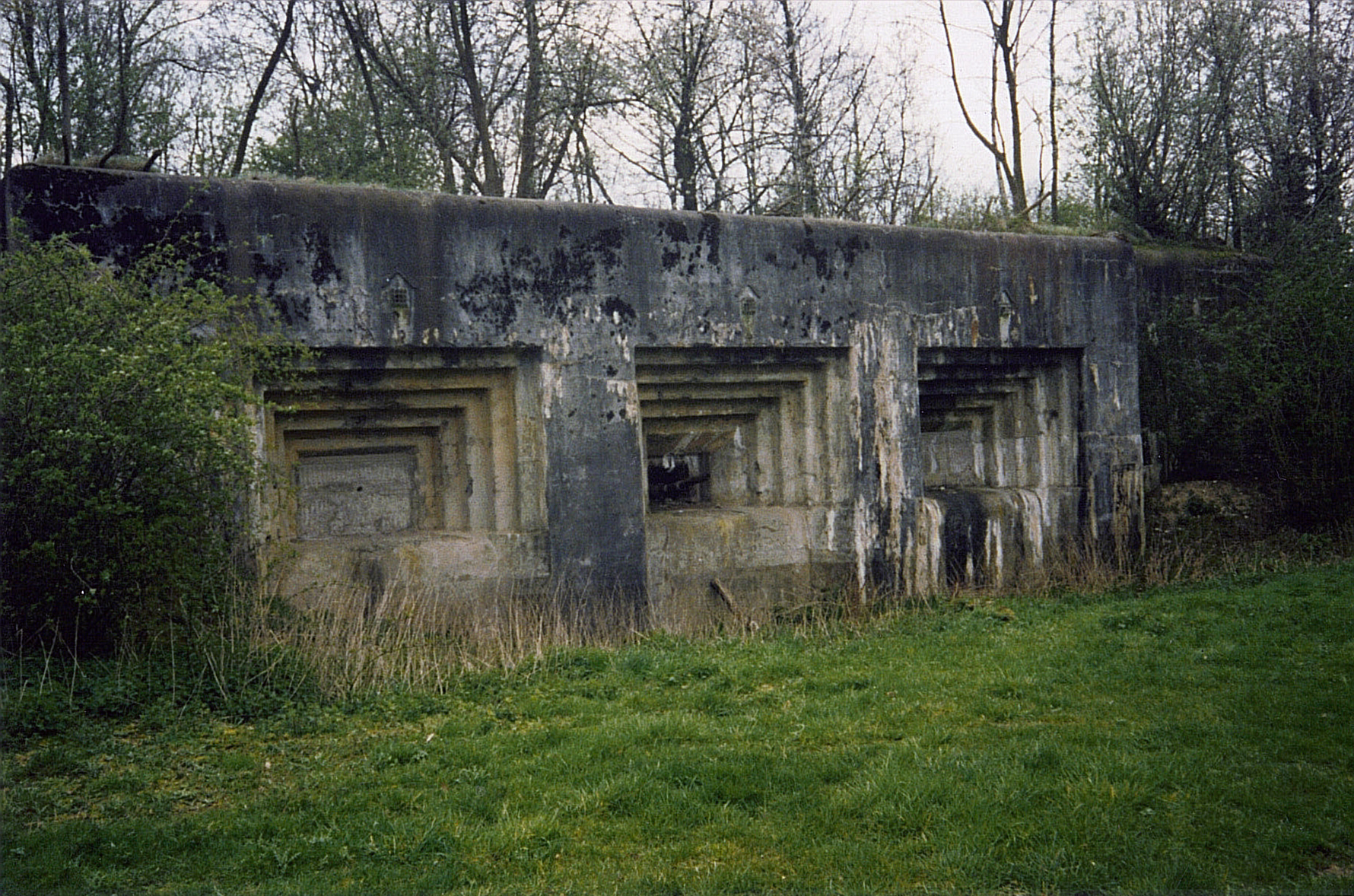
Cazemata Maastricht II

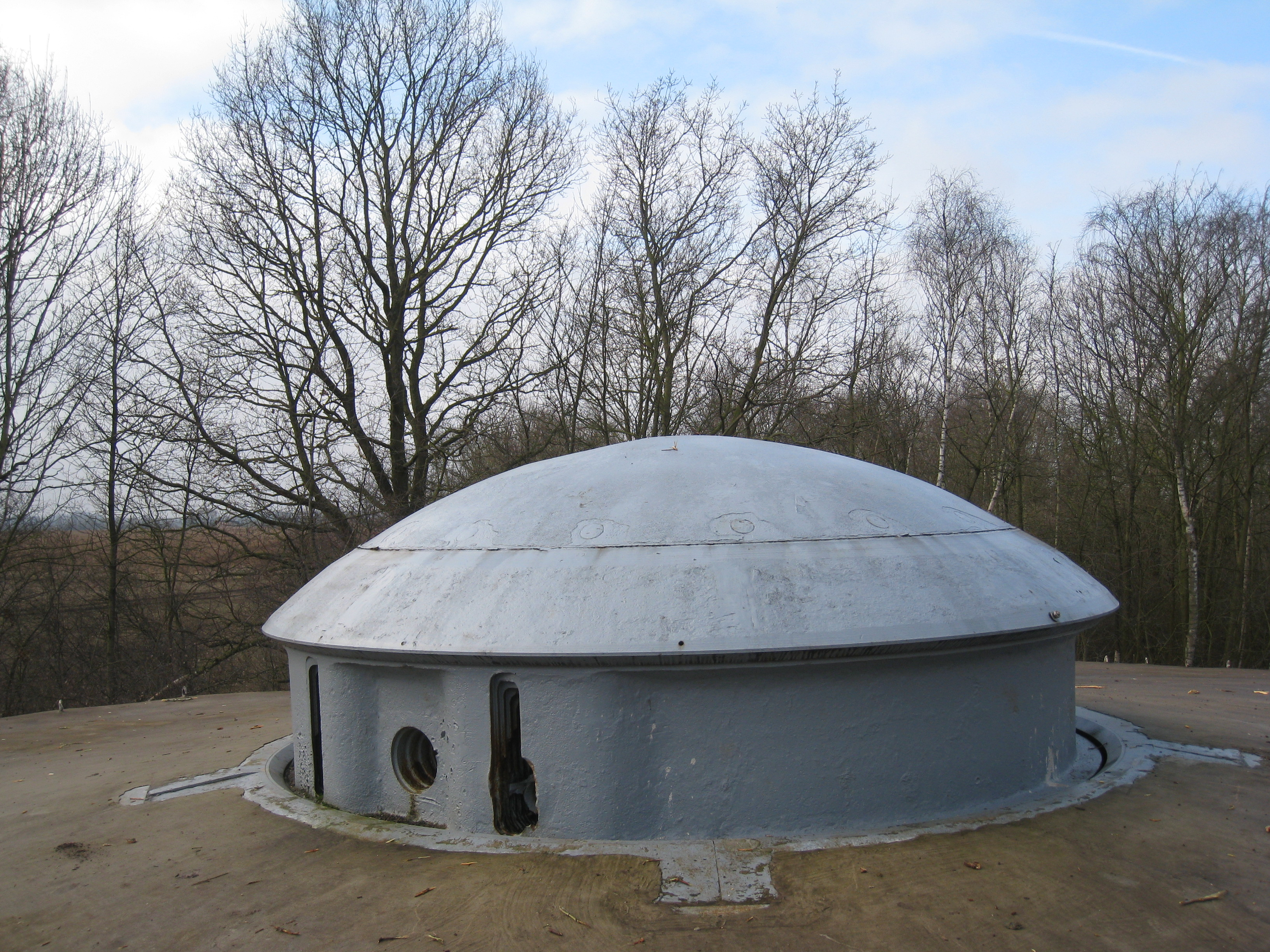
Turela pentru tunul de 75mm

Fortul Eben-Emael (în limbile franceză: Fort d'Ében-Émael) este o fortificație din Belgia scoasă din uz, aflată între Liège și Maastricht, pe frontiera belgiano-olandeză, în apropierea Canalului Albert. Fortul a fost construit pentru apărarea împotriva unui atac german. Fortul a fost construit în 1931–1935, era cel mai mare din lume la acea dată și se considera că era de necucerit. Fortul a fost neutralizat cu succes pe 10 mai 1940 de un atac al unei mici unități aeropurtate (56 de militari) aduse pe poziții cu ajutorul planoarelor. Acțiunea a curățat drumul forțelor terestre germane către interiorul Belgiei, fără ca atacatorii să mai fie amenințați de tirul artileriei din fort. Fortul Eben-Emael este încă în proprietatea Armatei belgiene, este bine păstrat și poate fi vizitat. 

## Poziționarea
Fortul este localizat de-a lungul Canalului Albert, ocupând o zonă de la joncțiunea frontierelor Belgiei, Olandei și Germaniei, la aproximativ 20 km nord-est de Liège și la aproximativ 10 km sud de Maastricht. O amplă lucrare de excavare a fost executată în deceniul al treilea în Platoul Caestert pentru crearea vadului necesar păstrării Canalului Albert pe teritoriul și sub controlul belgian. Această lucrare a creat o barieră defensivă naturală, care a fost întărită prin construirea fortului într-o locație care fusese recomandată de Henri Alexis Brialmont în secolul al XIX-lea. Eben-Emael a fost cel mai mare fort construit în deceniul al patrulea în complexul care a fost botezat Poziția Fortificată a Liègeului I (Position Fortifiée de Liège I (PFL I)). De la nord la sud, complexul de forturi erau Eben-Emael, Fortul d'Aubin-Neufchâteau, Fortul de Battice și Fortul de Tancrémont. Tancrémont și Aubin-Neufchâteau erau fortificații dimensiuni mai mici decât Eben-Emael sau Battice. Câteva dintre forturile proiectate de generalul Henri Alexis Brialmont și construite în secolul al XIX-lea, care încercuiau orașul Liège au fost reconstruite și redenumite PFL II.
O bună parte din lucrările de excavare pentru fort au fost executate pe malul canalului, ascuns privirilor curioșilor, într-o poziție avantajoasă pentru evacuarea pe calea apelor a pământului rezultat. Diferența de nivel dintre fort și canal a permis drenarea ușoară a umezelii, ceea ce a făcut ca Eben-Emael să fie mai uscat decât restul fortificațiilor surori.

## Descriere
Fortul Eben-Emael a fost un proiect care dezvolta ideea originală a generalului Henri Alexis Brialmont datând din perioada de dinainte de prima conflagrație mondială. Chiar și în cazul proiectului actualizat, care a propus fortificații de dimensiuni mai mari, fortul reprezenta un ansamblu relativ compact de turele pentru tunuri și posturi de observație, totul înconjurat de ziduri și șanțuri de apărare. Proiectul era diferit de cel al Liniei Maginot franceze, bazat pe conceptul „forturilor palmate” dispersate, fără un perimetru bine definit. Forturile Liniei Maginot luau în considerație experiența Primului Război Mondial. Noile forturi belgiene, cu proiecte mai conservatoare decât cele franceze, includeau câteva noutăți datorate experienței primei conflagrații mondiale. Turelele tunurilor nu mai era grupate atât de strâns. La construcție a fost folosit betonul armat, nu betonul nearmat. Turnarea betonului s-a făcut cu multă grijă pentru evitarea spațiilor libere dintre straturile succesive. Ventilația a fost foarte mult îmbunătățită. Magaziile erau îngropate adânc și bine protejate, iar condițiile sanitare și de trai ale soldaților s-au bucurat de o atenție deosebită. Eben-Emael și Battice erau dotate cu tunuri de 120 mm și 75 mm, care le permitea să bombardeze ținte dintr-o regiune vastă din regiunea de la est de Liège.
Eben-Emael ocupă un deal vast la est de satul Eben-Emael, de-a lungul Canalului Albert. Fortul de formă neregulată măsura aproximativ 600 m de la est la vest și cam 750 m de la nord la sud. Era cel mai puternic înarmat dintre toate fortificațiile PFL I. Spre deosebire de celelalte forturi ale căror arme principale erau plasate în turele, tunurile de la Eben-Emael erau montate în turele și cazemate. Tunurile de 60 mm, 75 mm și 120 mm erau de producție belgiană, fiind fabricate de Fonderie Royale des Canons de Belgique (F.R.C.) din Liege. Tunurile erau plasate astfel:
- Blocul B.I – blocul de intrare era dotat cu două tunuri antitanc de 60 mm (F.R.C Modèle 1936) și cu mitraliere.[9][10]
- Blocurile B.II, B.IV și B.VI – cazematele de pe flancuri, plasate în apropierea șanțului de apărare erau dotate cu tunuri de 60 mm și cu mitraliere.[9]
- Blocul B.V – similar cu II, IV și VI, cu un tun de 60 mm.[9]
- Cupola 120 – o turelă cu două tunuri de calibru 120 mm (F.R.C Modèle 1931)[2], cu o rază de acțiune de 17,5 km. Mai existau și trei turele false de 120 mm.[9][11][12]
- Cupola Nord și Cupola Sud – fiecare cu câte o turelă retractabilă cu două tunuri de calibrul 75 mm (F.R.C Modèle 1935),[2] cu o rază de acțiune de 10,5 km.[9][13][14]
- Cazematele I și IÍ – fiecare cu câte trei tunuri de 75 mm, îndreptate spre sud.[9][15][16]
- Maastricht I și II – fiecare cu câte trei tunuri de 75 mm, îndreptate spre nord, spre Maastricht.[9][17][18]
- Canal Nord și Sud – erau cazemate dotate cu tunuri de 60 mm și mitraliere, care acopereau zona canalului. Canal Sud a fost demolată când a fost lărgit canalul.[9][19][20]
- Mi-Nord și Mi Sud erau cuiburi de tunuri automate (mitrailleuses) de pe acoperișul principal al fortului. Erau cruciale pentru apărarea acoperișului.[9][21][22]
- Block O1 care supraveghea canalul și porțile de acces Lanaye. Dotat cu un tun de 60 mm și mitraliere.[23]

Galeriile subterane se întindeau pe mai mult de 4 km sub deal, făcând legătura între blocurile combatante, uzina de energie electrică, magaziile de muniție, spitalul și spațiile pentru personal. Aerul proaspăt a fost obținut din orificiile de admisie de deasupra canalului.

## Personalul militar
În 1940, Eben-Emael era comandat de maiorul Jottrand. În fort erau aproximativ 1.200 de soldați belgieni, împărțiți în trei grupuri. Primul era cel al militarilor staționați permanent în fort – 200 de oameni din personalul tehnic (doctori, armurieri, bucătari, intendență șa). Celelalte două grupuri erau formate din aproximativ 500 de artileriști fiecare. Pe timp de pace, fiecare dintre aceste două grupuri erau de serviciu în fort pe rând, câte o săptămână fiecare. Grupul care nu era de serviciu era încartiruit în satul Wonck, la 5 km depărtare de fort. Cu excepția câtorva ofițeri și a comandanților, cea mai mare parte a oamenilor era formată din rezerviști. Cei mai mulți dintre ei fuseseră chemați sub arme în 1939, după invazia germană a Poloniei. Pregătirea lor de infanterie era slabă, toți militarii belgieni fiind artileriști.

## 1940
Pe 10 mai 1940, 78 de parașutiști germani la bordul a 9 planoare din 7 Flieger (viitoarea Divizie I Fallschirmjäger) au aterizat pe fortăreață, înarmați cu arme ușoare de infaterie și încărcături explozive având ca obiectiv distrugerea sau scoaterea din funcțiune a pieselor de artilerie din cazemate și turele, în special a celor care puteau să lovească ținte din apropierea podurilor de peste Canalul Albert. Multe dintre construcțiile defensive aveau efective reduse, iar apărătorii au fost luați prin surprindere de atacul aeropurtat german. Dacă fortul trebuia să fie ocupat de aproximativ 1.200 de oameni, în momentul atacului erau prezenți doar 650, iar 233 de soldați erau încartiruiți într-un sat la cinci km distanță. Cea mai mare parte armamentului fortului a fost distrusă în primele minute ale asaltului. Parașutiștii germani nu au reușit să pătrundă și în galeriile subterane ale fortului, dar soldații belgieni nu au fost la rândul lor capabili să iasă și să organizeze un contraatac hotărâtor la suprafața fortului. Garnizoana belgiană a capitulat a doua zi, după ce parașutiștilor le-a venit în ajutor Regimentul 151 de infanterie german. 
Germanii au planificat cu mult timp înainte cucerirea fortului. În timpul pregătirilor, parașutiștii germani au efectuat antrenamente pe o replica a exteriorului fortului în Cehoslovacia. Însuși Adolf Hitler a sugerat planificatorilor ca atacatorii să fie transportați până la fort cu ajutorul planoarelor, pentru evitarea problemelor care ar fi apărut în cazul parașutării unui mare număr de soldați pe o țintă mica și pentru evitarea detectării transportului de către stațiile de ascultare belgiene. Pentru distrugerea fortificațiilor, germanii urmau să folosească noile încărcături explozive cumulative, (numite și „încărcături concave”). 
Informațiile obținute de serviciile de spionaj, combinate starea slabă de pregătire a belgienilor au făcut ca planul germanilor să fie un succes rapid și copleșitor. Pentru cucerirea Fortului Eben-Emael s-a folosit pentru prima oară planoarele în faza inițială a atacului și a fost prima utilizare a încărcăturilor cumulative din acest război. Planoarele comandate de Rudolf Witzig au aterizat pe acoperișul fortului și, fiind aparate de zbor complet silențioase, au luat apărătorii prin surprindere. Parașutiștii au reușit să distrugă sau să scoată din uz cupolele tunurilor. Parașutiștii au folosit în afară de explozivi și aruncătoare de flăcări împotriva cuiburilor de mitralieră. Belgienii au reușit să distrugă unul dintre podurile de importanță vitală vizate de atacul german, împiedicând folosirea lui de către coloanele germane care urmau să atace Belgia centrală, dar lipsind pe de altă parte fortăreața de orice sprijin din partea forțelor de rezervă, în condițiile în care celelalte două poduri de peste Canalul Albert căzuseră deja sub controlul germanilor. Germanii au pierdut doar 6 dintre militarii care au participat la asaltul fortului și au avut și 21 de răniți. În timpul asaltului asupra cupolelor și turelelor fortului, germanii au reușit să blocheze contraatacul belgienilor de la nivelurile inferioare ale fortificației, până la sosirea infanteriei. După succesul remarcabil al operațiunii, Hitler i-a decorat personal pe toți participanții la asalt. Fortul Eben Emael, care fusese considerat până în acel moment cel mai puternic punct fortificat din lume, a fost elementul de bază al întregii linii defensive belgiene, dominând căile de comunicare din jurul Canalului Albert. Pierderea sa o dat o lovitură catastrofală armatei belgiene, care nu a mai fost capabilă să își revină din șoc.

## În zilele noastre
Fortul Eben-Emael este în zilele noastre un obiectiv turistic deschi vizitei publicului. Este administrat de Asociația Fortului Eben-Emael, care organizează tururi și alte activități.